# Malice (banda de Los Ángeles)
Malice es una banda estadounidense y californiana de heavy metal proveniente de Los Ángeles formada en 1980 y considerados como pioneros en el power metal, junto a otros como Manowar, Helloween, Virgin Steele o Blind Guardian.

## Carrera musical
Malice se formó en año de 1980, logrando reconocimiento moderado por parte de la crítica. La banda se desintegró en 1988, pero a pesar de eso su discográfica lanzó el EP "Crazy In The Night" un año después. Volvieron brevemente en 1994 con la formación clásica, exceptuando por la inclusión de un nuevo cantante, de nombre Mark Isom. Bajo el nombre de Monster, y luego de grabar un disco se volverían a disolver.
No fue hasta que poco más de una década pasó y en octubre de 2006, la agrupación se reunió con los guitarristas y bajista original, añadiendo nuevos músicos en la voz y la batería.
Como curiosidad, en su álbum de 1987 "Licence to Kill", hacen referencia directa a la novela Christine del autor estadounidense Stephen King en la canción del mismo nombre. Malice hizo una aparición en la película de 1988 "Viceversa", tocando un concierto.

## Miembros actuales
- Jay Reynolds - Guitarra
- Mick Zane - Guitarra
- Pete Holmes - Batería
- James Rivera - Voz
- Robert Cárdenas - Bajo

## Discografía
- Metal Massacre - 1982 (Split)
- In the Beginning - 1985
- License to Kill - 1987
- Crazy In The Night - 1989 (EP)
- Through the Eyes of the World - 1995 (como Monster)
- New Breed of Godz - 2012
- Rockin with You – 2020